# Universidad Nacional Experimental de las Artes
La Universidad Nacional Experimental de las Artes (UNEARTE) es una universidad pública de Venezuela, fundada el  6 de mayo de 2008, la cual es co-tutelada por el Ministerio del Poder Popular para la Educación Universitaria (MPPEU) junto con el Ministerio del Poder Popular para la Cultura (MinCultura) de la República Bolivariana de Venezuela.
Cuenta con varias carreras de pregrado y estudios de posgrado enmarcadas dentro de las ciencias de las artes. Su actual rector es Ignacio Barreto.

## Historia
Creada en 2008 por decreto del Presidente Hugo Rafael Chávez Frías como parte de la Misión Alma Mater, integró al Instituto Universitario de Estudios Superiores de Artes Plásticas Armando Reverón (IUESAPAR), Instituto Universitario de Estudios Musicales (IUDEM), Instituto Universitario de Danza (IUDANZA), Instituto Universitario de Teatro (IUDET), con el propósito de impulsar la transformación de la educación universitaria venezolana en todas las expresiones artísticas, artes plásticas, fotografía, diseño, música, teatro, danza y audiovisuales.